# (6640) Falorni
(6640) Falorni (1990 DL) – planetoida z pasa głównego asteroid okrążająca Słońce w ciągu 3 lat i 151 dni w średniej odległości 2,27 j.a. Została odkryta 24 lutego 1990 roku.